# Oude Jan (Velp)

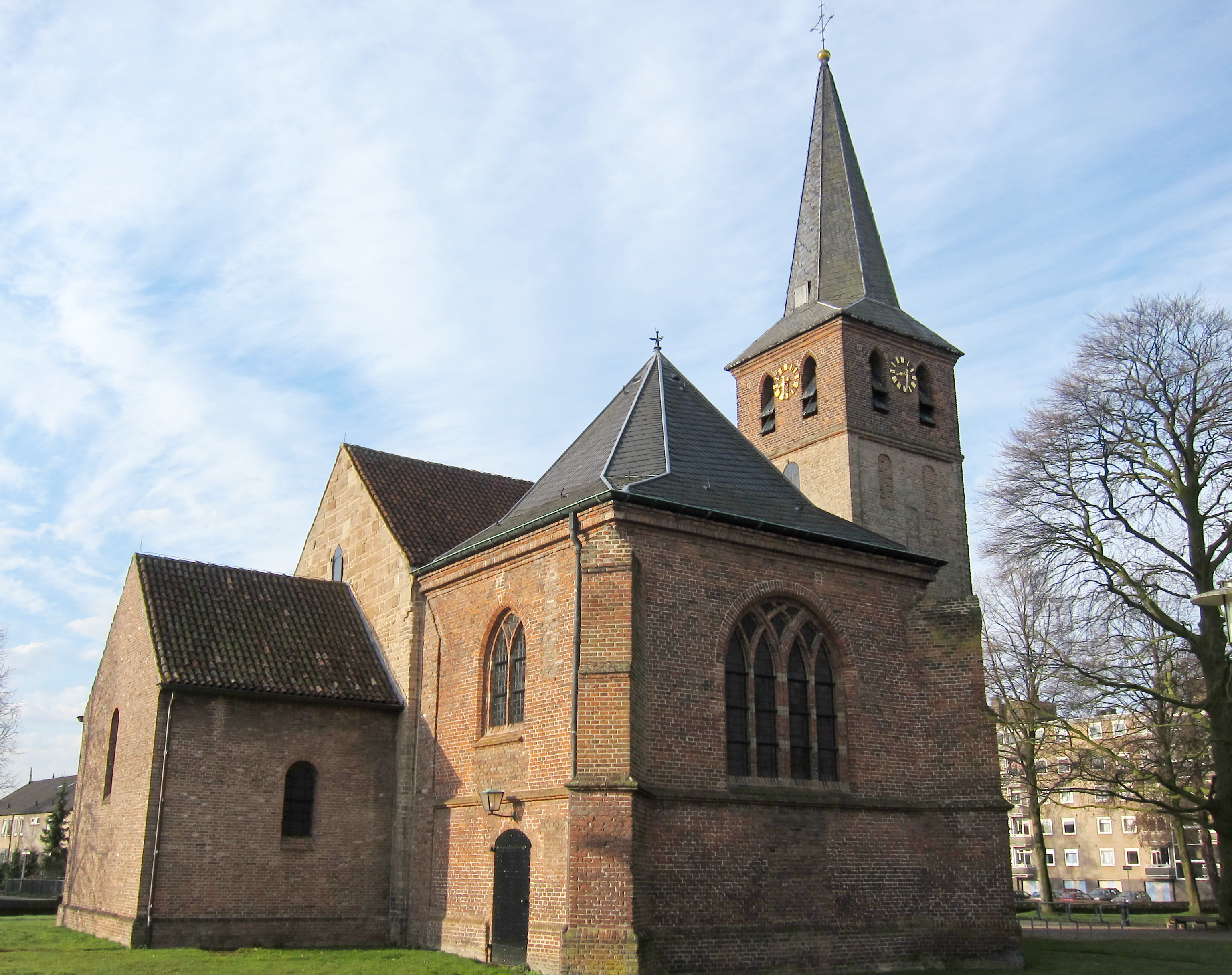
Oude Jan, Velp

De Oude Jan is een van oorsprong 12e-eeuwse kerk in de Gelderse plaats Velp. De romaanse kerk bestaat uit vier bouwdelen: het schip, het koor, de zijkapel en de toren. De kerk is, zoals veel christelijke kerken, in oost-west richting gebouwd. Het gebouw heeft sinds 1970 status als rijksmonument.

## Geschiedenis
Rond 1100 zijn een tufstenen schip en koor gebouwd. Rond 1200 is aan de westzijde een tufstenen toren opgetrokken, die bouwkundig los staat van het schip. Rond 1396 is het romaanse koor vervangen door een veel groter gotisch koor in baksteen. Aan het begin van 15e eeuw is een gotische kapel aan de noordzijde gebouwd. Na de bouw van een nieuwe Hervormde Kerk in Velp in 1841 is de Oude Jan buiten gebruik gesteld. Nadat de kerk schade had opgelopen in de Tweede Wereldoorlog is de Oude Jan in 1948 - 1950 gerestaureerd.
Uit vroeg-16e-eeuwse documenten blijkt dat de Oude Jan was gewijd als de Sint Mattheüskerk. Tijdens de Reformatie (1566 -1599) werd de Oude Jan een Protestantse kerk. In 1580 heeft voor het eerst een calvinist (zeer waarschijnlijk Johannes Fontanus, geboren Put) op de preekstoel de nieuwe leer in de spreektaal van het volk verkondigd. Aan de buitenzijde ligt naast de zuidgevel de kostersteen. De achthoekige steen was vermoedelijk de voet van het doopvont dat tijdens de Reformatie uit de kerk is verwijderd. Nadat hij buiten de kerk was gelegd, functioneerde de kostersteen als verhoogde staanplaats voor de koster/schoolmeester om na de dienst allerlei mededelingen te doen.

## Beschrijving

### Schip
Het schip is het oudste deel van de kerk en stamt uit circa 1100. Het is gebouwd van tufsteen uit de Eifel dat over de rivieren werd aangevoerd. De muren zijn onderaan het breedst (circa 82 cm) en worden naar boven toe smaller. In de loop der eeuwen zijn er verschillende raamopeningen en deuren in de zijmuren geweest. Van een aantal zijn de sporen aan de buitenzijde nog zichtbaar. In de zuidgevel is de vroegere mannen-ingang nog herkenbaar in het metselwerk. De ingang voor vrouwen en kinderen zat in de noordgevel.
Het rouwbord dat aan de noordmuur van het schip is bevestigd, zal oorspronkelijk in het koor hebben gehangen. Het is een eerbetoon aan Joseph van Arnhem die op 22 juli 1616 overleed en werd bijgezet in de grafkelder onder het toenmalige koor.
Bovenaan de westmuur zit de muurschildering van de tien geboden. De schildering stamt uit 1780 en is bij de restauratie van 1949 van diverse lagen kalk ontdaan en hersteld door restaurateur Co Jacobs. In 1993 is het orgelbalkon verwijderd en kwam de schildering volledig in het zicht. De tekst van de ‘Wet’  is toen ter completering toegevoegd.
Bij de restauratie van 1949 is ook het plafond opnieuw beschilderd met middeleeuwse motieven.
Het orgel dat zich oorspronkelijk in de Oude Jan bevond, is in 1841 naar de Grote Kerk overgebracht. Het huidige orgel in de Oude Jan is in 1963 gebouwd door de firma Van Vulpen uit Utrecht. Het stond eerst op een orgelbalkon voor de westmuur, maar dat is verwijderd om de muurschildering beter tot zijn recht te laten komen.
In de zuidmuur zijn bij de restauratie de restanten van een wijdingskruis in het zicht gelaten. Het kruis zelf is bij de Beeldenstorm tijdens de Reformatie verloren gegaan.

### Koor
Het huidige koor is het jongste deel van de kerk. Het is gebouwd tijdens de restauratie van 1948-1950. Het koor van de Oude Jan heeft door de eeuwen heen verschillende vormen gehad. Oorspronkelijk had de kerk een rechthoekig koor dat tegelijkertijd met het schip was gebouwd. Van dit koor is niets meer over. Alleen is aan de buitenzijde in de oostgevel van het schip de daklijn van het Romaanse koor nog te herkennen. Het Romaanse koor werd rond 1396 vervangen door een groter gotisch koor. Onder dit koor werden drie grafkelders aangelegd voor adellijke families, waaronder de familie Van Arnhem (zie het rouwbord in het schip).
De ligging van de muren van het gotische koor zijn buiten zichtbaar gemaakt bij de restauratie van 1933.
In 1629 werd Velp geplunderd in de strijd rond het Beleg van Den Bosch. De Oude Jan ging toen voor een groot deel in vlammen op. De stenen muren en gewelven bleven echter gespaard. In de jaren erna wordt de kerk hersteld en komt er een nieuw dak over schip en koor.
Na de bouw van de Grote Kerk in 1841 raakt de Oude Jan in verval en wordt het koor gesloopt. Met de bouwresten wordt de kooropening dichtgemetseld. De kerk moet het dan een eeuw zonder koor doen. Bij de restauratie van 1948-1950 wordt besloten een nieuw koor te bouwen dat in zijn vorm verwijst naar de oorspronkelijke situatie zonder dat het een getrouwe historische reconstructie is.
In het koor zijn drie gebrandschilderde ramen van de kunstenaar Johan Mekkink te zien. Aan de oostzijde is een verbeelding van het avondmaal te zien, gesymboliseerd door de kelk, de twee vissen en de mand met broden. Aan de zuidzijde wordt de doop uitgebeeld door een hert die zijn dorst lest aan een bron. Het venster aan de noordzijde beeldt de christelijke geloofsgemeenschap uit door een schip met bolle zeilen, met een kruis op het grootzeil en op de wimpel in top: oikumene.
Ook het doopvont en het offerblok zijn van de hand van Mekkink.

### Zijkapel
De zijkapel stamt uit de 15e eeuw. De zijkapel is zeker ná het Gotische koor gebouwd, omdat de oostelijke kapelmuur tegen een steunbeer van het nieuwe koor is gemetseld. De kapel is in baksteen gebouwd, qua plattegrond nagenoeg vierkant en voorzien van een netgewelf. De kapel en de kerk waren aanvankelijk niet met elkaar verbonden. In de kapel stond het altaar tegen de tussenmuur van het schip.
Het diepe muurkastje in de noordmuur diende voor het opbergen van de altaarbenodigdheden.
De vroegere westelijke ingang is nu dichtgemetseld, maar is aan de buitenzijde nog te herkennen. De huidige buitendeur aan de oostkant (de priesterdeur) is er vanaf het begin geweest.
Aan de buitenzijde zijn twee vierkante, dichtgemetselde ramen zichtbaar. Ze zitten op hoofdhoogte in de oost- en westgevel en hebben vermoedelijk dienst gedaan als sacramentsvensters. Gelovigen die niet in de kapel mochten komen, zoals misdadigers, overspeligen en lepralijders, konden door de ramen de gewijde handelingen volgen en het sacrament ontvangen.

### Toren
De toren werd rond 1200 pal naast het schip gebouwd, maar is er bouwtechnisch niet mee verbonden. Onderaan zijn de muren 120 cm. dik, boven bij de trans ongeveer 70 cm. Het onderstuk is net als het schip gemaakt van tufsteen uit de Eifel en laat de voor die tijd kenmerkende rondbogen zien. Na de brand van 1629 waarbij ook de toren uitbrandde, is hij in baksteen hoger opgetrokken. De hoogte van de toren is 35 meter.
De torenklok is in 1678 gegoten door Pieter Hemony te Amsterdam. Het opschrift op de klok luidt: non sunt loquelae neque sermones quarum non audiuntur voces earum. P. Hemony me fecit 1678. De Latijnse tekst is ontleend aan Psalm 19:4, die in de toen gebruikte Statenvertaling luidde: “geene spraak, en geene woorden zijn er, waar hunne stem niet wordt gehoord”.

## Wetenswaardigheden
De anekdote doet de ronde dat de naam Oude Jan dateert van 31 augustus 1880. Timmerlui, bezig met een karwei aan de kerk, vierden de geboorte van prinses Wilhelmina in een herberg. Toen iemand zei dat men weer aan het werk moest gaan, sprak een van de werklui de historische woorden: “Die Oude Jan loopt niet weg”.